# Oedipe roi
Oedipe roi è un cortometraggio del 1910, regia di André Calmettes.